# Всемирный день молодёжи (католицизм)
Всемирный день молодёжи (ВДМ) (англ. World Youth Day (WYD), итал. Giornata mondiale della gioventù) — католический съезд, имеющий праздничный характер и ориентированный на молодых людей со всего мира. Несмотря на то, что само событие празднуется Католической церковью, приглашение принять участие в этом празднике распространяется на всех молодых людей, независимо от их вероисповедания. «Католический» всемирный день молодежи не связан с Международным днем молодежи или каким-либо из других одноимённых международных дней и праздников и является самостоятельным религиозным мероприятием.

## История
Проводится с периодичностью раз в два-три года; последний по времени фестиваль состоялся в августе 2023 года в Лиссабоне, Португалия, следующий пройдёт в г. Сеуле, Республика Корея в 2027 году. В годы, когда Всемирный день молодёжи в международном формате не проводится, в рамках каждой католической епархии проходят локальные епархиальные встречи, которым также присваиваются сквозные со Всемирными днями молодёжи порядковые номера.
Инициатором проведения этого праздника стал папа римский Иоанн Павел II, который в 1986 году предложил отмечать «Всемирный день молодёжи» на регулярной основе. Идея проведения «ВДМ» родилась у Папы в 1984—1985 году, когда в Риме проходили праздники католической молодежи. С того времени, католическая церковь проводит этот день раз в два-три года. В мероприятиях праздника участвуют сотни тысяч юношей и девушек из почти всех стран мира.
Начиная с 2005 года, каждому «Дню молодёжи» из числа уроженцев страны-организатора назначаются святые покровители. Так, например, святыми покровителями праздника 2011 года, столицей которого стал Мадрид (Испания), были избраны святые Исидор Мадридский, его супруга Мария Торибия, святые Тереза Авильская и Иоанн Креста, святая Роза Лимская, святой Франциск Ксаверий и святой Рафаэль Арнаис Барон.
У Всемирного дня молодёжи есть два символа: Крест паломника и икона Богоматери Salus Populi Romani. Крест паломника высотой 3,8 метра был изготовлен из дерева в 1983 году, а в Вербное воскресенье следующего 1984 года папа Иоанн Павел II передал его молодежи. Название Креста указывает на его предназначение: через великое множество прикасающихся к нему рук содействовать единению молодых людей во всём мире. В контексте проведения Всемирных дней молодёжи и вне связи с ним этот крест побывал почти в 90 странах мира на шести континентах (в частности, в пережившей геноцид Руанде и на месте совершения теракта в Нью-Йорке 11 сентября 2001 г.). Икона Богоматери Salus Populi Romani («заступницы римского народа») представляет собой изображение Девы Марии с младенцем-Христом на руках; эта икона сопровождает Крест паломника в перемещении по миру начиная с 2000 года.

## Хронология Всемирных дней молодёжи
| Дата                                    | Символ | Численность участников, место проведения                           | Порядковый номер               | Тема |
| --------------------------------------- | ------ | ------------------------------------------------------------------ | ------------------------------ | --- |
| 11 апреля-15 апреля, 22 апреля 1984 год |        | 300 000/400 000 Площадь святого Петра, Рим Италия                  |                                | Без темы |
| 31 марта 1985 года                      |        | 250.000/350 000 Площадь святого Петра, Рим Италия                  |                                | Учитель, что мне делать, чтобы иметь жизнь вечную, Мф 19,16                                                                                |
| 23 марта 1986 года                      |        | Епархиальные встречи                                               | I                              | Всегда возвещайте надежду в вашей жизни, 1 Петр, 3,25                                                                                      |
| 11-12 апреля 1987 года                  |        | 900 000/1 000 000 Буэнос-Айрес Аргентина                           | II                             | Мы познали любовь, которую имеет к нам Бог, 1 Ин 4,16                                                                                      |
| 27 марта 1988 года                      |        | Епархиальные встречи                                               | III                            | Что скажет Он вам, то сделайте, Ин 2,5 |
| 15-20 августа 1989 года                 |        | 600 000 Сантьяго-де-Компостела Испания                             | IV                             | Я есмь путь и истина и жизнь, Ин 14,6 |
| 8 апреля 1990 года                      |        | Епархиальные встречи                                               | V                              | Я есмь Лоза, а вы ветви, Ин 15,5 |
| 10 — 15 августа 1991 года               |        | 1 500 000/1 800 000 Ченстохова Польша                              | VI                             | Вы приняли Духа усыновления, Рим 8,15 |
| 12 апреля 1992 года                     |        | Епархиальные встречи                                               | VII                            | Идите по всему миру и проповедуйте Евангелие, Мк 16,15                                                                                     |
| 10 — 15 августа 1993 года               |        | 500 000/1 000 000 Денвер США                                       | VIII                           | Я пришёл для того, чтобы вы имели жизнь, Ин 10,10                                                                                          |
| 22 марта 1994 года                      |        | Епархиальные встречи                                               | IX                             | Как послал меня Отец, так и Я посылаю вас, Ин 20,21                                                                                        |
| 10-15 января 1995 года                  |        | 4 000 000/5 000 000 Манила Филиппины                               | X                              | Как послал меня Отец, так и Я посылаю вас, Ин 20,21                                                                                        |
| 31 марта 1996 года                      |        | Епархиальные встречи                                               | XI                             | Господи, к кому нам идти? Ты имеешь глаголы вечной жизни, Ин 6, 68)                                                                        |
| 19 — 24 августа 1997 года               |        | 1 100 000/1 200 000 Париж Франция                                  | XII                            | Учитель, где живёшь? Пойдите и увидите, Ин 1,38-39                                                                                         |
| 5 апреля 1998 года                      |        | Епархиальные встречи                                               | XIII                           | Утешитель научит вас всему, Ин 14, 26 |
| 28 марта 1999 год                       |        | Епархиальные встречи                                               | XIV                            | Отец любит вас, Ин 16, 27 |
| 15 — 20 августа 2000 года               |        | 2 000 000/2 500 000 Рим Италия                                     | XV                             | Слово стало плотью и обитало с нами, Ин 1, 14                                                                                              |
| 8 апреля 2001 года                      |        | Епархиальные встречи                                               | XVI                            | Кто хочет идти за Мною, возьми крест свой и следуй за Мною, Лк 9, 23                                                                       |
| 23 — 28 июля 2002 года                  |        | 800 000 Торонто Канада                                             | XVII                           | Вы — соль земли, вы — свет мира, Мф 5,13-14                                                                                                |
| 12 апреля 2003 года                     |        | Епархиальные встречи                                               | XVIII                          | Се, мать твоя, Ин 19, 27 |
| 4 апреля 2004 года                      |        | Епархиальные встречи                                               | XIX                            | Нам хочется видеть Иисуса, Ин 12, 21 |
| 16 — 21 августа 2005 года               |        | 1 200 000 Кёльн Германия                                           | XX                             | Мы пришли поклониться Ему, Мф 2, 2 |
| 9 апреля 2006 года                      |        | Епархиальные встречи                                               | XXI                            | Слово Твоё светильник ноге моей, Пс 119, 105                                                                                               |
| 1 апреля 2007 года                      |        | Епархиальные встречи                                               | XXII                           | Да любите друг другу, как Я возлюбил вас, Ин 13, 34                                                                                        |
| 15 — 20 июля 2008 года                  |        | 350 000/500 000 Сидней Австралия                                   | XXIII                          | Примите силу, когда на вас сойдёт Дух Святой и будете мне свидетелями, Деян 1, 8                                                           |
| 5 апреля 2009 года                      |        | Епархиальные встречи                                               | XXIV                           | Мы уповаем на Бога живого, 1 Тим 4,10 |
| 28 марта 2010 года                      |        | Епархиальные встречи                                               | XXV                            | Учитель благий, что мне делать, чтобы наследовать жизнь вечную, Мк 10, 17                                                                  |
| 16 — 21 августа 2011 года               |        | 2 000 000 Мадрид Испания                                           | XXVI Всемирный день молодёжи   | Мы укоренены, утверждены и укреплены в вере, Кол 2, 7                                                                                      |
| 1 апреля 2012 года                      |        | Епархиальные встречи                                               | XXVII                          | Радуйтесь всегда в Господе, Фил 4, 4 |
| 23 — 28 июля 2013 года                  |        | 865 000 официально, 2 000 000 неофициально Рио-де-Жанейро Бразилия | XXVIII Всемирный день молодёжи | Идите и научите все народы, Мф 28, 19 |
| 13 апреля 2014 года                     |        | Епархиальные встречи                                               | XXIX                           | Блаженны нищие духом, ибо их есть Царство Небесное, Мф 5,3                                                                                 |
| 29 марта 2015 года                      |        | Епархиальные встречи                                               | XXX                            | Блаженны чистые сердцем, ибо они Бога узрят, Мф 5,8                                                                                        |
| 25 — 31 июля 2016 года                  |        | 2 500 000 человек на заключительной мессе · Краков · Польша        | XXXI Всемирный день молодёжи   | Блаженны милостивые, ибо они помилованы будут., Мф 5, 7                                                                                    |
| 2017 год                                |        | Епархиальные встречи                                               | XXXII                          | Что сотворил Мне величие Сильный, и свято имя Его, Лк 1, 49                                                                                |
| 2018 год                                |        | Епархиальные встречи                                               | XXXIII                         | Не бойся, Мария, ибо Ты обрела благодать у Бога, Лк 1, 30                                                                                  |
| 22 — 27 января 2019 года                |        | 700 000 человек на заключительной мессе · Панама · Панама          | XXXIV Всемирный день молодёжи  | Се, Раба Господня; да будет Мне по слову твоему, Лк 1, 38                                                                                  |
| 2020 год                                |        | Епархиальные встречи                                               | XXXV                           | Юноша! Тебе говорю, встань!, Лк 7, 14 |
| 2021 год                                |        | Епархиальные встречи                                               | XXXVI                          | Но встань и стань на ноги твои; ибо Я для того и явился тебе, чтобы поставить тебя служителем и свидетелем того, что ты видел, Деян 26, 16 |
| 1 − 6 августа 2023 года                 |        | 1 500 000 человек на заключительной мессе. · Лиссабон · Португалия | XXXVII Всемирный день молодёжи | Встав же Мария во дни сии, с поспешностью пошла в нагорную страну, Лк 1, 39                                                                |
| 2027 год                                |        | Сеул · Республика Корея                                            | Всемирный день молодёжи        | |

### Комментарии
1. ↑  Эта икона – копия оригинальной реликвии размером 120 х 80 см., написанной, по преданию, апостолом-евангелистом Лукой. Оригинал хранится в базилике Санта-Мария-Маджоре в Риме[7].